# Loi martiale aux États-Unis
Aux États-Unis, la loi martiale fait référence à différentes périodes de l'histoire des États-Unis durant lesquelles une région ou l'ensemble des États-Unis étaient placés sous contrôle militaire.
À un niveau fédéral, le président est le seul à pouvoir imposer la loi martiale[réf. nécessaire]. Dans chaque État, le gouverneur a le droit d'imposer la loi martiale à l'intérieur des frontières de l'État. Aux États-Unis, cette loi martiale a été utilisée dans un nombre limité de circonstances, comme à l'occasion de la bataille de La Nouvelle-Orléans ou encore après des catastrophes majeures, comme durant le Grand incendie de Chicago de 1871 ou lors du tremblement de terre de San Francisco de 1906, et encore lors d'émeutes, comme l'émeute raciale d'Omaha de 1919 ou les émeutes de Lexington en 1920. Les dirigeants locaux ont, durant ces émeutes, déclaré la loi martiale pour se protéger de la violence des foules, comme à Nauvoo, Illinois, pendant la guerre mormone de l'Illinois, ou dans l'Utah pendant la guerre de l'Utah ; ou encore en réponse au chaos associé aux manifestations et aux émeutes, comme la grève du front de mer de la côte ouest de 1934, à Hawaï après l'attaque japonaise sur Pearl Harbor, et pendant le mouvement des droits civiques, ici en réponse à l'émeute de Cambridge de 1963. 
Le concept de la loi martiale aux États-Unis est étroitement lié au droit à l'habeas corpus, qui est par essence le droit à une audience lors d'un emprisonnement légal, ou, plus largement, la vérification de la juste application des lois par le pouvoir judiciaire. La capacité de suspendre l'habeas corpus est directement associée à l'imposition de la loi martiale. L'article 1, section 9 de la Constitution des États-Unis dispose : "Le privilège du droit d'habeas corpus ne doit pas être suspendu, sauf lorsque, en cas de rébellion ou d'invasion, la sécurité publique l'exige." Il y a eu de nombreux cas d'utilisation par l'armée à l'intérieur des frontières des États-Unis, comme lors de la rébellion de Whisky et dans le Sud pendant le mouvement des droits civiques, mais ces actes ne sont pas dus à une déclaration de loi martiale. La distinction doit être aussi claire que celle entre la loi martiale et la justice militaire : le déploiement de troupes ne signifie pas nécessairement que les tribunaux civils ne peuvent pas fonctionner : cette distinction est l'une des clés, comme l'a noté la Cour suprême, de la loi martiale.
Dans le Code de Lois des États-Unis, la loi martiale est limitée par plusieurs décisions de justice qui furent rendues entre la guerre de Sécession et la Seconde Guerre mondiale. En 1878, le Congrès a adopté la Posse Comitatus Act, qui interdit à l'armée américaine de participer à l'application des lois nationales sans l'approbation du Congrès.   
Au cours de toute l'histoire des États-Unis, on trouve plusieurs exemples, en dehors de la guerre de Sécession, de l'imposition de la loi martiale. 

## La révolution américaine

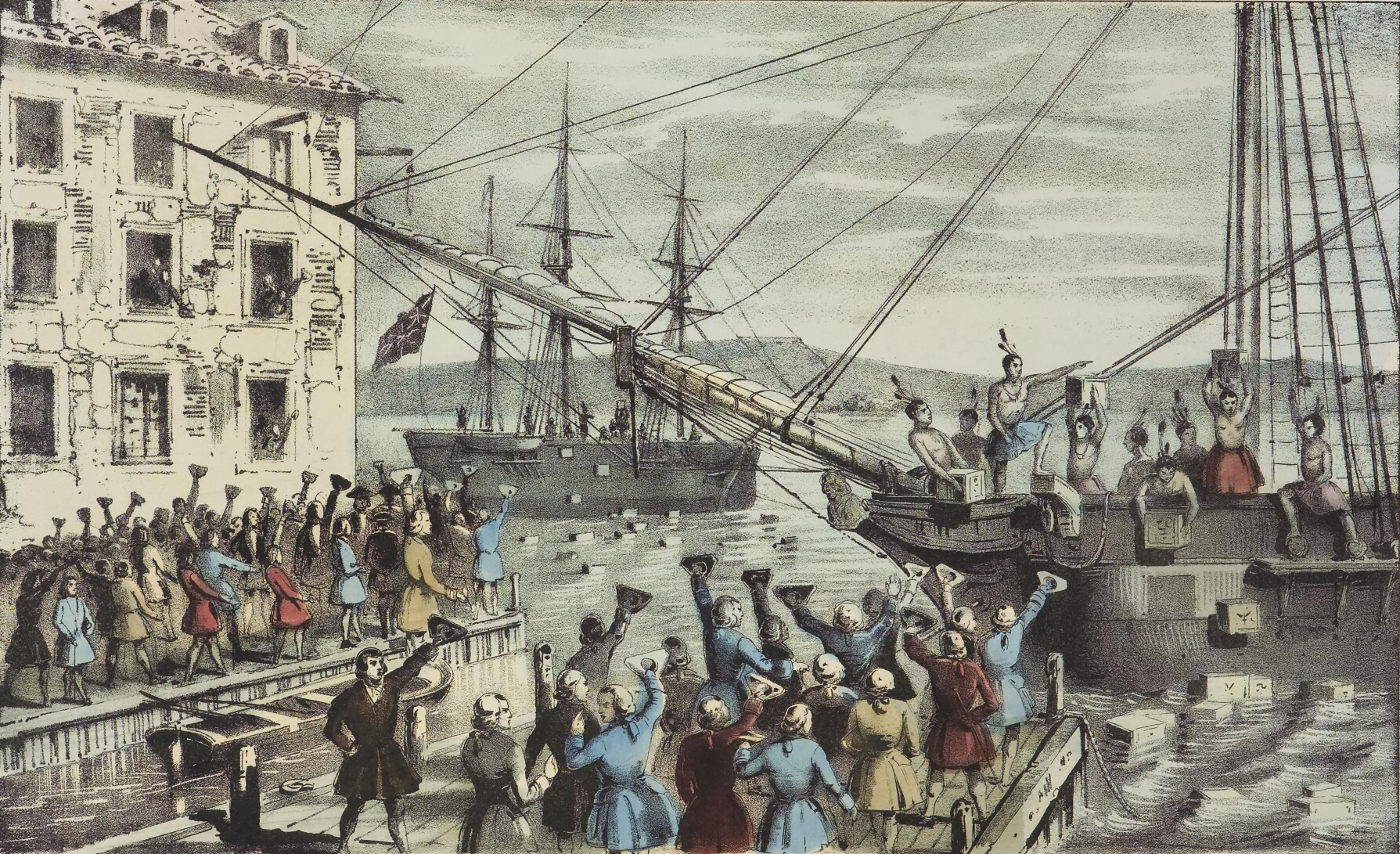
Le Boston Tea Party a incité la Grande-Bretagne à adopter l'Acte de gouvernement du Massachusetts.

À la suite du Boston Tea Party, le Parlement a adopté la loi du gouvernement du Massachusetts, l'une des lois intolérables, qui a supprimé les réunions et les assemblées de la ville et imposé son gouvernement, ce qui équivaut à l'application de la loi martiale,,. 

## La Nouvelle-Orléans, en Louisiane, pendant la guerre de 1812
Au cours de la guerre de 1812, le général américain Andrew Jackson a imposé la loi martiale à la Nouvelle-Orléans, en Louisiane, avant de repousser les Britanniques lors de la bataille de La Nouvelle-Orléans,.  La loi martiale a également été imposée dans un rayon de quatre milles (6.5 km) autour du voisinage. Lorsque la nouvelle de la fin de la guerre a été annoncée, Jackson a maintenu la loi martiale, affirmant qu'il n'avait pas obtenu la parole officielle de la paix. Un juge a demandé l'habeas corpus pour un homme arrêté pour insurrection. Plutôt que de se conformer à la loi du droit à l'habeas corpus, Jackson a fait arrêter le juge.

## Nauvoo, Illinois, pendant la guerre des Mormons en Illinois
Lorsqu'en 1843, le Missouri a cherché à extrader Joseph Smith, le fondateur du mormonisme, pour avoir prétendument tenté d'assassiner le gouverneur du Missouri Lilburn Boggs, il a échappé à l'arrestation avec l'aide de membres de son église et a été libéré par l'édit d'habeas corpus au tribunal municipal de Nauvoo, où il était maire, même si cela ne relevait pas de la compétence du tribunal. Les habitants de la ville voisine de Carthage, dans l'Illinois, ont estimé que Smith abusait de sa position afin d'éviter d'être arrêté. Ils ont demandé au gouverneur Ford d'appeler la milice pour qu'il arrête Smith, ce à quoi le gouverneur Ford refusa. Un groupe d'ex-mormons a publié un article intitulé Nauvoo Expositor qui détaille les allégations d'abus de pouvoir de Smith. En collaboration avec le conseil municipal de Nauvoo, Smith a ordonné la destruction de l'exposant de Nauvoo. Cela a provoqué un tumulte dans les villes voisines, qui ont interprété l'ordre comme une atteinte à la liberté d'expression. Smith a été accusé d'avoir provoqué une émeute, ce que les tribunaux de Nauvoo ont rejeté. Les villes voisines ont recueilli des fonds pour qu'une milice aille capturer Smith. Le gouverneur Ford est arrivé à Carthage et a fait savoir à Smith que s'il ne se rendait pas, Ford ferait appel à la milice. Le 18 juin, Smith a déclaré la loi martiale à Nauvoo et a appelé la Légion de Nauvoo, une milice organisée de la ville d'environ 5 000 hommes, pour protéger Nauvoo des violences extérieures. Ford a envoyé un groupe d'hommes et a aboli la loi martiale. À ce moment-là, Smith s'était échappé dans l'Iowa mais fut convaincu par ses partisans de revenir. Finalement, il a été arrêté pour trahison contre l'État de l'Illinois pour avoir déclaré la loi martiale. En attendant son procès à la prison de Carthage, Smith a été assassiné par la foule. En 1845, Nauvoo est déchu de sa charte pour abus de pouvoir. Cela a conduit à une série de conflits connus sous le nom de guerre mormone de l'Illinois. 

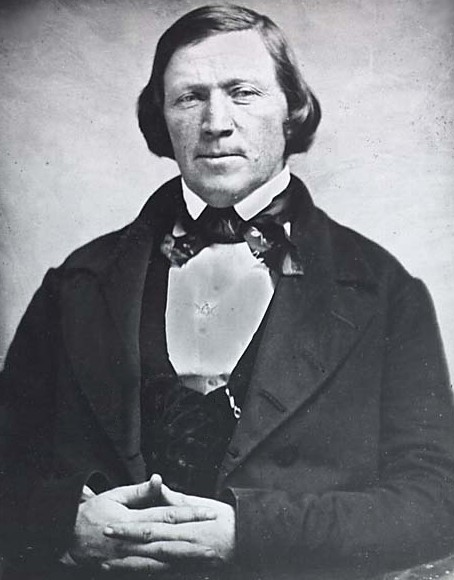
Le gouverneur Brigham Young a déclaré la loi martiale le 15 septembre 1857 dans l'Utah peu de temps avant d'être destitué du poste de gouverneur.

Les relations entre le territoire de l'Utah et le gouvernement fédéral furent tendues en 1857 en raison de l'influence de la théocratie dans le gouvernement semi-théocratique du gouverneur Brigham Young, du rejet par l'Utah des nominations fédérales et de l'acceptation de la polygamie. En 1857, le président James Buchanan a envoyé des forces américaines dans le territoire de l'Utah dans ce qui est devenu connu comme la guerre de l'Utah. Les Mormons, craignant que la grande force militaire américaine n'ait été envoyée pour les anéantir, ont préparé la défense. Le 15 septembre, Young a déclaré publiquement la loi martiale dans l'Utah. Il a été largement diffusé sur tout le territoire et a été livré par un messager au colonel Alexandre avec son armée qui approchait. La disposition la plus importante interdisait "à toutes les forces armées de toutes sortes d'entrer dans ce territoire, sous quelque prétexte que ce soit". Il a également ordonné que "toutes les forces dans ledit territoire se tiennent prêtes à marcher à tout moment pour repousser toute invasion".  Mais le plus important pour les voyageurs à destination de la Californie et de l'Oregon était la troisième section qui déclarait: "La loi martiale est déclarée par les présentes sur ce territoire... et nul ne sera autorisé à passer ou repasser sur, à travers ou depuis ce territoire sans permis d'un officier compétent. "  Brigham Young a ordonné aux habitants de Salt Lake City, dans l'Utah, de brûler leurs maisons et de se retirer au sud jusqu'à Provo, dans l'Utah. Pendant ce temps, les Mormons harcelaient l'armée qui approchait. Finalement, Brigham Young a été destitué du poste de gouverneur et remplacé par Alfred Cumming. 
Le 15 septembre 1863, le président Abraham Lincoln imposa une loi martiale autorisée par le Congrès. L'acte d'autorisation a permis au président de suspendre l'habeas corpus dans l'ensemble des États-Unis (ce qu'il avait déjà fait sous sa propre autorité le 27 avril 1861). Lincoln a imposé la suspension aux «prisonniers de guerre, espions ou aides et complices de l'ennemi», ainsi qu'à d'autres catégories de personnes, comme les escrocs. La proclamation du président a été contestée dans l'Ex parte Milligan, 71 US 2 [1866]. La Cour suprême a jugé que l'imposition par Lincoln de la loi martiale (par voie de suspension de l'habeas corpus ) était inconstitutionnelle dans les zones où les tribunaux locaux étaient toujours actifs.

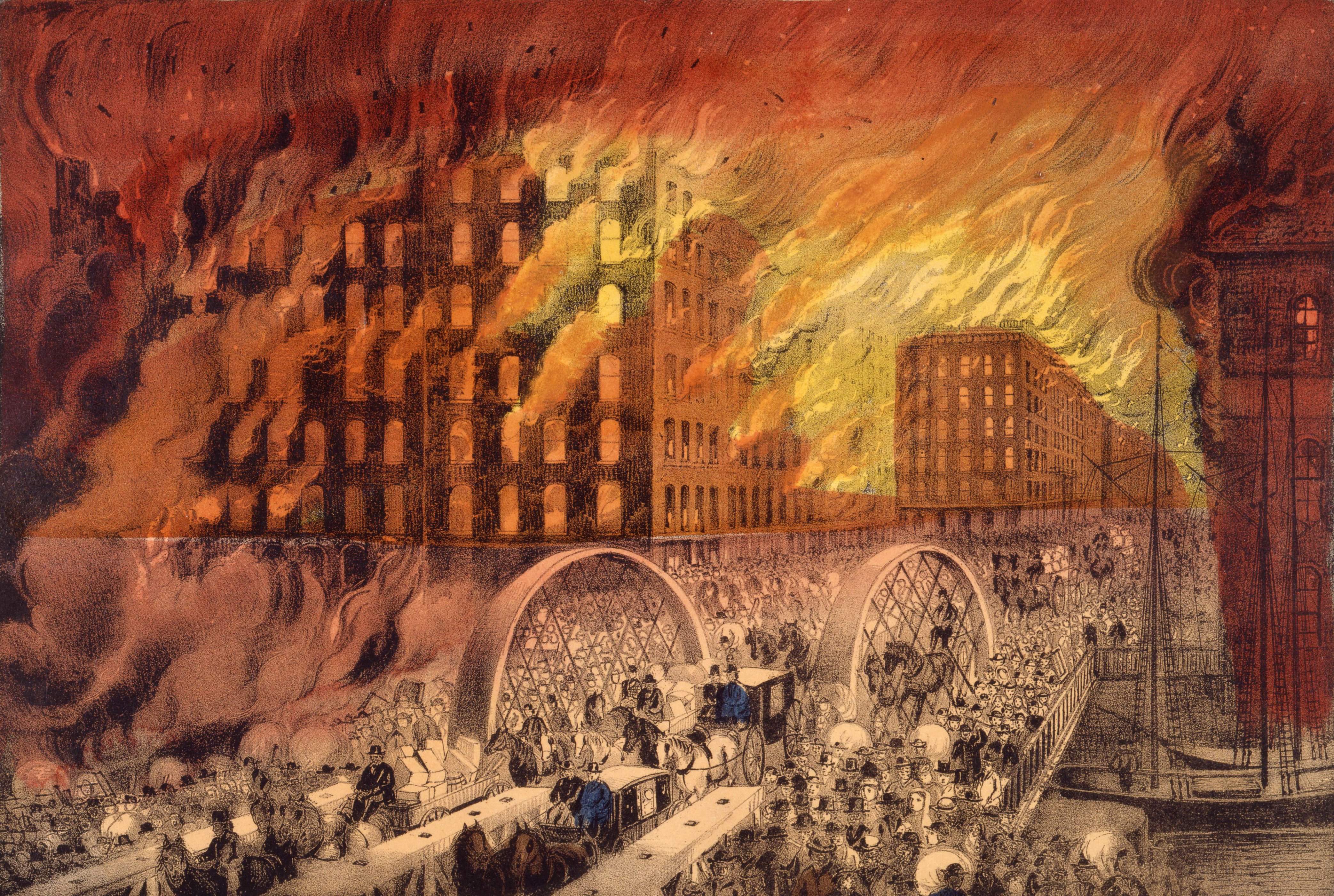
Rendu d'un artiste du grand incendie de Chicago

Afin d'endiguer le grand incendie de Chicago de 1871, le maire de Chicago, Roswell B. Mason, a déclaré l'état de loi martiale et a nommé le général Philip Sheridan à la tête de la ville le 9 octobre 1871. Après l'extinction de l'incendie, il n'y a pas eu de troubles généralisés et la loi martiale a été levée en quelques jours.

## Cœur d'Alene, Idaho, 1892
En 1892, à Cœur d'Alene, dans l'Idaho, des mineurs en grève ont fait sauter un moulin et tiré sur des ouvriers briseurs de grève. L'explosion a rasé un immeuble de quatre étages et tué une personne. Le gouverneur a alors déclaré la loi martiale. Dans le même temps, une demande a été faite pour que les troupes fédérales soutiennent les gardes. Plus de 600 personnes ont été arrêtées. La liste a été réduite à deux douzaines de chefs de file qui ont été jugés par le tribunal militaire. Pendant leur détention, les mineurs ont formé un nouveau syndicat, la Fédération occidentale des mineurs. 

## Séisme de 1906 à San Francisco
Après le tremblement de terre de 1906 à San Francisco, les troupes fédérales qui stationnaient au Presidio ont été contraintes au service de la loi martiale. Ils furent postés dans toute la ville et ont confisqué toute la dynamite. Cette dynamite fut ensuite utilisée pour détruire les bâtiments se trouvant sur le chemin des incendies pour arrêter la propagation des incendies. 

## Colorado Coalfield War
En 1914, l'imposition de la loi martiale a atteint son apogée, à l'occasion de la Coalfield War du Colorado. Ces conflits, datant de décennies, atteignirent leur point culminant à Ludlow (au Colorado) en 1913. Pour réprimer les grévistes, la Garde Nationale du Colorado a dû intervenir. Après cette intervention, la paix fut maintenue durant un certain temps, mais la composition de la Garde stationnant dans les mines a commencé à passer de troupes classiques et impartiales, à des compagnies de gardes fidèles aux mines. Par la suite, les affrontements se sont multipliés, et le gouverneur proclama la loi martiale, qui aboutit, en 1914, au massacre de Ludlow. Pour mettre fin à cette violence, des troupes fédérales furent envoyées de la part du Président Wilson. 
Le 19 août 1917, le bureau des Travailleurs Industriels du Monde de la ville de Spokane, le IWW en anglais (ou "Wobbies") a été perquisitionné, des dirigeants de ce bureau furent arrêtés, et la loi martiale fut déclarée. L'autorité militaire en charge était la Garde Nationale, que contrôlait le Département Américain de la Guerre. Cet événement fut une réaction à une demande du chef de l'IWW, James Rowan, qui souhaitait libérer tous les prisonniers de la "guerre des classes", soit les grévistes de l'IWW et les chefs de grève impliqués dans la grève du bois qui sévissait dans tout l'État. James Rowan voulait libérer les prisonniers de la "guerre des classes", et s'il n'y parvenait pas, Spokane ferait face à une grève générale. 
La répression du syndicat démocratique et radical à Spokane et dans tout l'État a eu lieu dans le contexte de la grève des bûcherons et des travailleurs des scieries menée par Wobblies pour la journée de huit heures et les conditions sanitaires dans les camps. L'IWW était militant, radical, et systématiquement non-violent. Le contexte plus large de la répression du syndicat était l'hystérie de guerre, combinée à l'opposition des employeurs aux revendications des syndicats. La répression nationale des IWW pendant la guerre a entraîné des violences physiques, du vandalisme et l'emprisonnement de centaines de syndicalistes et de dirigeants.

## Guerres de charbon en Virginie-Occidentale
Pendant les événements de la guerre du charbon en Virginie occidentale (1920-1921), la loi martiale a été déclarée dans l'État de Virginie occidentale. À la demande du gouverneur Cornwell, des troupes fédérales avaient été envoyées dans le comté de Mingo pour s'occuper des mineurs en grève. L'officier responsable de l'armée a agi, apparemment, en vertu de la clause de suspension de l'article I de la Constitution des États-Unis (sélectivement; les comptes montrent qu'il n'a emprisonné que des mineurs syndicaux) et n'a autorisé aucune réunion, quelque en soit la sorte. Si ses soldats ont trouvé des mineurs syndiqués, ils les ont immédiatement pris et emprisonnés. Les prisons se sont remplies si rapidement qu'il a dû libérer des mineurs. Au fur et à mesure, des mineurs ont été arrêtés, emprisonnés et libérés sans aucune sorte de procès. Après un certain temps, lorsque le procès de Sid Hatfield a commencé, l'occupation militaire et la «véritable dictature militaire » (gouverneur Cornwell) de l'officier de l'armée ont pris fin. Beaucoup de mineurs n'ont pas été libérés de prison. Ce n'est que la première des trois fois que les troupes fédérales seront appelées à calmer les mineurs dans la guerre des mines de Virginie-Occidentale.[réf. nécessaire]

## San Francisco, Californie, 1934
En 1934, le gouverneur de Californie Frank Merriam a placé les docks de San Francisco sous la loi martiale, accusant "des émeutes et des tumultes" résultant d'une grève d'un docker. Le gouverneur a menacé de placer toute la ville sous la loi martiale. La Garde nationale a été appelée pour ouvrir les quais et une institution de loi martiale à l'échelle de la ville a été évitée lorsque les marchandises ont commencé à couler. Les gardiens ont été autorisés à procéder à des arrestations, puis à juger les détenus ou à les remettre aux tribunaux. 

## Le territoire d'Hawaï

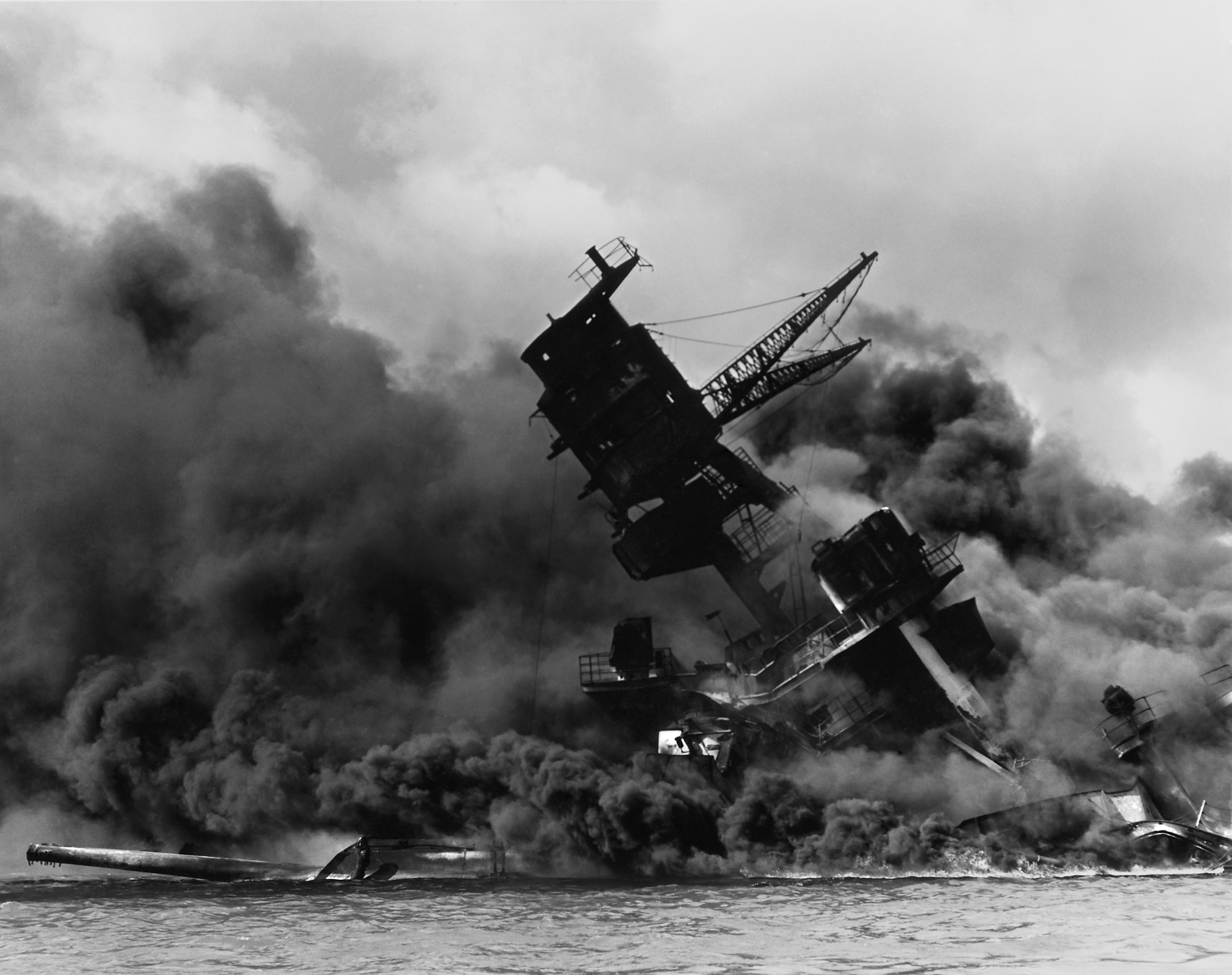
Hawaï a été mis sous la loi martiale après l'attaque japonaise sur Pearl Harbor

Pendant la Seconde Guerre mondiale, le Territoire d'Hawaï a été sous loi martiale du 7 décembre 1941 au 24 octobre 1944, à la suite de l'attaque japonaise sur Pearl Harbor. Après la guerre, le juge fédéral des îles a condamné la conduite de la loi martiale, déclarant: " Le Gouverneur Poindexter a déclaré légalement la loi martiale, mais l'armée est allée au-delà de l'ordre émis par le gouverneur et a mis en place ce qui n'était légal que sur le territoire ennemi conquis, à savoir le gouvernement militaire, qui n'est pas lié par la Constitution. Et ils ont jeté la Constitution au rebut et mis en place une dictature militaire. "

## Les Freedom Riders, voyageurs de la liberté
Le 21 mai 1961, le gouverneur Patterson de l'Alabama a déclaré la loi martiale « à la suite de l'arrivée d'agitateurs extérieurs en Alabama pour violer nos lois et nos coutumes », ce qui a provoqué « des flambées d'anarchie et d'action populaire ». Les agitateurs étaient des Freedom Riders, des militants pacifiques pour les droits civiques qui contestaient la ségrégation raciale déjà illégale dans le Sud.

## Loi d'autorisation de la Défense nationale de John Warner pour l'exercice fiscal de 2007
H.R. 5122, également connu sous le nom de John Warner National Defence Authorization Act for Fiscal Year 2007 (la Loi d'autorisation de la Défense Nationale de John Warner pour l'exercice fiscal de 2007) était un projet de loi adopté au Congrès des États-Unis le 29 septembre 2006 et signé par le président George W. Bush le 17 octobre 2006, devenant la loi publique 109-364. En plus d'allouer des fonds aux forces armées, il a également donné au président le pouvoir de déclarer la loi martiale et de prendre le commandement des unités de la Garde nationale de chaque État sans le consentement des gouverneurs des États. 